# THE 呪いのゲーム
『THE 呪いのゲーム』（ザ のろいのゲーム）は、2005年12月8日にディースリー・パブリッシャーから発売されたPlayStation 2用サウンドノベルソフト。『SIMPLE2000シリーズ』の第92作である。

## 概要
選択肢を選んで読み進めて行くサウンドノベル形式のゲームソフトで、グラフィックは実写とCGからなる。多数のホラー作品に出演している女優三輪ひとみが主演。結末は複数用意されているが、グッドエンドは1つのみ。
本ソフトには約1時間の実写ムービーも同時収録されており、グッドエンドを見ることで出現する「ムービー」という項目を選ぶことで鑑賞できる。

## ゲーム内容

### ムービー
映像の一部は、ゲーム本編にもデモとして流用されている。
ストーリー展開は、基本的にゲーム本編の特定のエンディングに向かうルートをなぞったものだが、保谷篠の存在そのものがオミットされており、佐緒里が霊能力を持っているという描写も無い。またゲーム本編とは違い、佐緒里は名字を一度も呼ばれない。

## ストーリー
OLの道明寺佐緒里は、親友の智佳から「THE 呪いのゲーム」というソフトを紹介される。ゲーム雑誌編集部に務める智佳が、職場から持ってきたサンプル品だというそのソフトを見た夜から、佐緒里の身辺で奇怪な出来事が起こり始める。
翌日、帰宅した佐緒里が見たものは、玄関前に置かれたそのソフトだった。
「智佳が届けに来たのか?」何の気なしにソフトを起動し、主人公に自分と同じ名を付ける彼女。そして画面にテキストが表示される。
「さおりは呪われました」
一件そのゲームは置いといたが、そのゲームを起動した時から、彼女に怪奇現象が訪れる。そう彼女は知らなかった。このゲームを起動するとクリアーしなければ必ず死ぬ。ということを…

## 登場人物
道明寺佐緒里/さおり
- 演 - 三輪ひとみ

主人公。下の名前は変更可能だが、本作では名前に平仮名か片仮名しか使えないため、ゲーム中のデフォルト名は「さおり」となっている。
いい男が1人もいない会社（本人談）で経理の仕事をしている20代のOLで、東京都内のマンションで1人暮らし中。
姿を消した親友を捜すうちに、様々な怪異に見舞われ、やがて「THE　呪いのゲーム」に纏わる悪霊達との全面対決を余儀なくされていく。
慎重な性格で戸締りに厳しい。異性に対しては内気であり、ここ数年は彼氏がいないらしい。割と酒豪であると自称している。ピザに乗っているバジルが好物。
宍倉智佳（ししくら ともか）
- 演 - たなかえり

佐緒里の同年代の親友で、元同僚。現在は転職し、ゲーム雑誌「ペンソフト」の編集部に勤務している。同時に格安物件のマンションの一室に引っ越した。職場に気になる男性がいると語っていたが、ある日突然行方不明となる。
演じるたなかえり同様神奈川県出身という設定で、実家は割と裕福。佐緒里同様酒豪だが、性格はかなりルーズで、掃除も料理もまったくできない。
乾井（いぬい）
- 演 - 舩木壱輝

智佳の転職先である「ペンソフト」の編集長。仕事の飲み込みが早い智佳に目を掛けていた。彼女が行方不明となったことで佐緒里と出会い、協力関係となる。
普段から軽口ばかり叩いているが、その実態は常に周囲の人々のことを思いやっている人格者。行動力もある、やり手の男性。霊感はまったくないらしい。
疋山総一郎
- 演 - なかみつせいじ

疋山睦美
- 演 - 吉行由実

疋山亜梨沙
- 演 - 瀬戸口美桜

沼野
- 演 - 本田唯一

OL（静香）
- 演 - 林由美香

物語冒頭で死体を発見するOL。
そのシーンでは「静香」という名前で呼ばれていたが、なぜか再登場シーンではOLとしか呼ばれておらず、スタッフロールや説明書にも「OL」としか表記されていない。
演じた林由美香は本作出演後、ソフト発売前の2005年6月27日に急逝しており、説明書や公式サイトでもそのことについて触れられている。
佐緒里の同僚1
- 演 - 有島モユ（特別出演）

佐緒里の同僚2
- 演 - 井上富美子（特別出演）

ゲーマー
- 演 - 岡田智宏

ゲーマーの彼女
- 演 - 後藤邑子（友情出演）

保谷篠
突然佐緒里の前に現れた、謎の女性。彼女に「自分と同じ力に目覚めた」と告げるが…。
ゲーム本編のみの登場で、ムービーにはまったく登場しない。

## 音楽

### 主題歌
- エンディングテーマ「LOSER」　
  - 作詞・作曲・歌：moopie

## スタッフ
- プロデューサー：前田桂代子
- シリーズ統括プロデューサー：岡島信幸
- 開発
  - ヒューネックス株式会社『THE呪いのゲーム〜THE GAME〜』開発チーム
    - ディレクター：鈴木淳
    - プログラム：武田信孝
    - グラフィック：中田淳、嶺井真澄、脇本由紀子
    - サウンド：土屋直樹
    - 進行管理：大沢知巳
- シナリオ：樫原辰郎
- スチール：松本知大
- 協力：TIGER K PROJECT
- 制作プロデューサー：水口誠
- スペシャルアドバイザー：有泉富三彦
- 販売企画：小西裕二、望月緑、大熊達矢、森崎桂、塚越洋、山崎正裕、大西優
- 宣伝／広報：小笠原洋、城田雄一郎、大池香里
- エグゼクティブ プロデューサー：伊藤裕二

## 評価
ゲーム誌「ファミ通」の「クロスレビュー」では合計26点（満40点）となっている。